# Karl von Lindeman

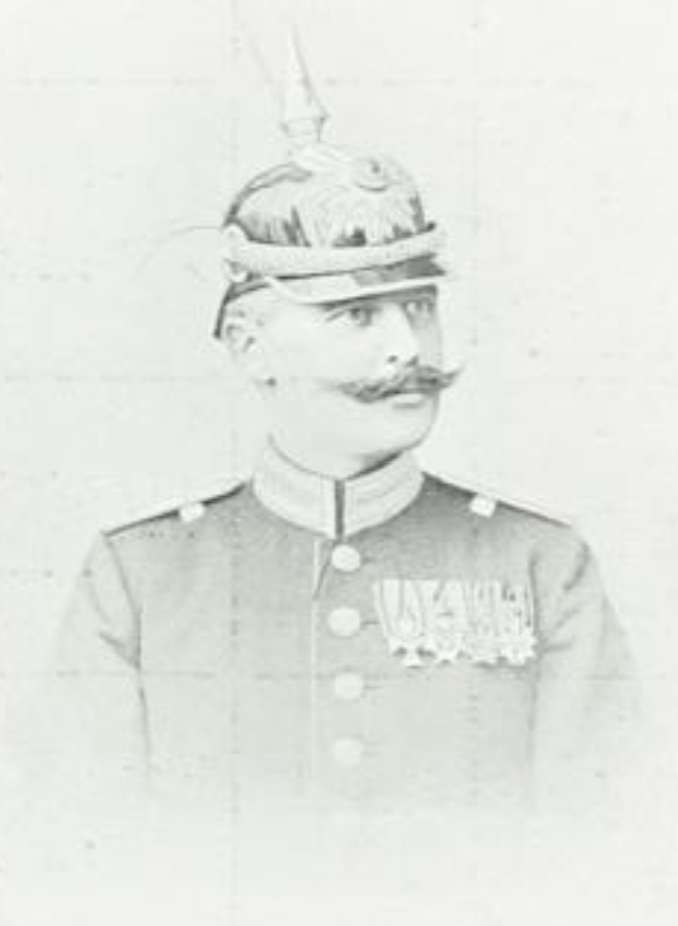
Karl von Lindeman

Karl Ferdinand Freiherr von Lindeman (* 17. Dezember 1856 in Dresden; † 8. Dezember 1915 ebenda) war ein sächsischer General der Infanterie.

## Leben

### Herkunft
Karl von Lindeman entstammte einer 1563 in den erblichen Adelsstand erhobenen Familie aus Sachsen und war Sohn des sächsischen Oberst und Regimentskommandeur im Krieg gegen Frankreich, Oskar von Lindeman und dessen Ehefrau Elise Trinks. Er heiratete Ella von Kirchbach, Tochter des sächsischen Generalmajors Hans von Kirchbach und bekam drei  Kinder mit ihr, den gleichnamigen Karl und Elisabeth sowie den 1918 als Abiturient verstorbenen Ferdinand Oscar.

### Karriere
Karl von Lindeman trat 1876 in das 1. Königlich Sächsische Husaren-Regiment „König Albert“ Nr. 18 der sächsischen Armee ein und avancierte 1890 in diesem Regiment zum Rittmeister. 1891 wurde er persönlicher Adjutant des Prinzen Friedrich August III. und 1893 in den sächsischen Generalstab unter gleichzeitiger Kommandierung zum Großen Generalstabe in Berlin diente. Er war bis 1895 in Berlin abkommandiert und wurde nach Rückkehr Eskadronschef beim Königlich Sächsisches 2. Husaren-Regiment Nr. 19 „Kronprinz Wilhelm des Deutschen Reiches und von Preußen“. 1897 wurde er unter Beförderung zum Major in den Generalstab der 32. Division (3. Königlich Sächsische) versetzt, wo er bis 1899 diente. Nachfolgend diente er bis 1902 beim Generalkommando des neuerrichteten XIX. (II. Königlich Sächsisches) Armee-Korps und wurde 1903 unter Beförderung zum Oberstleutnant Chef des Stabes des Armee-Korps. 1904 wurde er Regimentskommandeur des 1. Husaren-Regiment Nr. 18 und in dieser Eigenschaft 1905 zum Oberst befördert. Als Nachfolger des plötzlich verstorbenen Generalmajor Georg Wermuth wurde er dann Chef des Generalstabes der sächsischen Armee. 1909 wurde er in dieser Position zum Generalmajor befördert und 1911 zum Brigadekommandeur der 1. Kavallerie-Brigade Nr. 23 ernannt.
Am 23. April 1912 wurde er zum Generalleutnant befördert und zum Divisionskommandeur der 23. Division (1. Königlich Sächsische) ernannt. 1913 wurde er zusätzlich noch zum Stadtkommandanten von Dresden ernannt. Nach Ausbruch des Ersten Weltkrieges rückte er mit seinem Verband an die Front und konnte sich an der Westfront deutlich auszeichnen. In der Schlacht von Dinant öffnete er so den Maasübergang und in der Schlacht bei Bertoncourt den Aisneübergang bei Rethel. Auch bei der Marneschlacht konnte er sich erfolgreich bewähren und wurde deshalb am 15. Oktober 1914 mit dem Ritterkreuz des Militär-St.-Heinrichs-Ordens ausgezeichnet. Im Juli 1915 wurde er unter Genehmigung seines Abschiedsgesuches durch eine Erkrankung im Feld mit Verleihung des Charakters eines General der Infanterie in den Ruhestand überführt.